# One Day at Horrorland
One Day At Horrorland (No Brasil: Um Dia no Parque do Terror e em Portugal: Um Dia no País dos Horrores) é um dos livros da série Goosebumps.

## Sinopse
A família Morris decidi ir ao jardim zoológico, porém se perderam pois não tinham um mapa, e acabam indo parar no parque de terror. Logo de início, seu carro explode assim que saem dele. E depois São recepcionados por monstros nomeados terrores.
Como se não bastasse placas por todos os lados com o informativo "Proibido Beliscar" eles passam por muitas coisas terríveis e de quase morrem várias vezes, só depois então descobrem que estão em um reality show para monstros e tentam fugir, mas ninguém nunca sai vivo de lá. Eles conhecem a aterrorizante e assustadora Casa dos Espelhos e o tenebroso Escorregador da Morte.
E depois de sair vivo dos brinquedos mais apavorantes do Parque do Terror, eles descobrem que o pior ainda estar por vir.

## Personagens
- Papai: Pai de Lizzy e de Luke. É louro, baixo e olhos castanhos.
- Mamãe: Mãe de Lizzy e de Luke. É alta magra, de cabelos pretos e olhos azuis.
- Lizzy: Narradora, muito parecida com sua mãe e a mais calma da família Morris.
- Luke: Brincalhão e até irritante, irmão de Lizzy, adora fingir ser corajoso, e é parecido com sua mãe também.
- Clay: Amigo de Luke, está em viagem junto com a família e muito medroso.
- Terror do guichê: Monstro que atende a família de Lizzy no portão do parque enquanto uma música misteriosa sai do cenário.
- Terrores do Escorregador da Morte: Monstros que ficam na porta de um brinquedo assustados chamado Escorregador da Morte e tentam assustar Lizzy, Luke e Clay.
- Terror Preto: Monstros gordos perto do carrinho de sorvete.
- Mulher-Terror: Mulher fantasiada de monstro que assusta Lizzy e Luke quando Clay escolhe o escorregador número 10.

## Detalhes
Este é um dos livros Goosebumps, que virou série de Tv.